# Elite Residence
Elite Residence är en av de högsta skyskraporna i Dubai, Förenade Arabemiraten och färdigställdes 2012. Byggnaden är 380 meter hög med 87 våningar och används enbart som bostäder. Skyskrapan ligger i Dubai Marina-området och med utsikt över Palm Jumeirah-ön.